# 照準器

マークIII光学照準器

照準器（しょうじゅんき、英: sight）は、銃・火砲などの射出式武器・兵器の狙い（照準）を定めるための装置。照準器は射手との接点のため、命中率を大きく左右する要素である。照準具（しょうじゅんぐ）、サイト（sight）などとも。

## 銃の照準器
かつて照準器は銃本体に固定されるか専用マウントが必要で選択肢の幅が無かったが、ピカティニー・レールの標準化が進み、対応する照準器が普及して以降は、使用者の好みで選択することが可能になっている。
銃においては、大きく分けて以下の2種類の照準器が存在する。

### アイアンサイト
Iron sight

#### オープンサイト

様々なオープンサイト。左から右に、: Three dot, white outline, Straight-eight, red insert, dot and bar, gold bead

様々なアイアンサイト

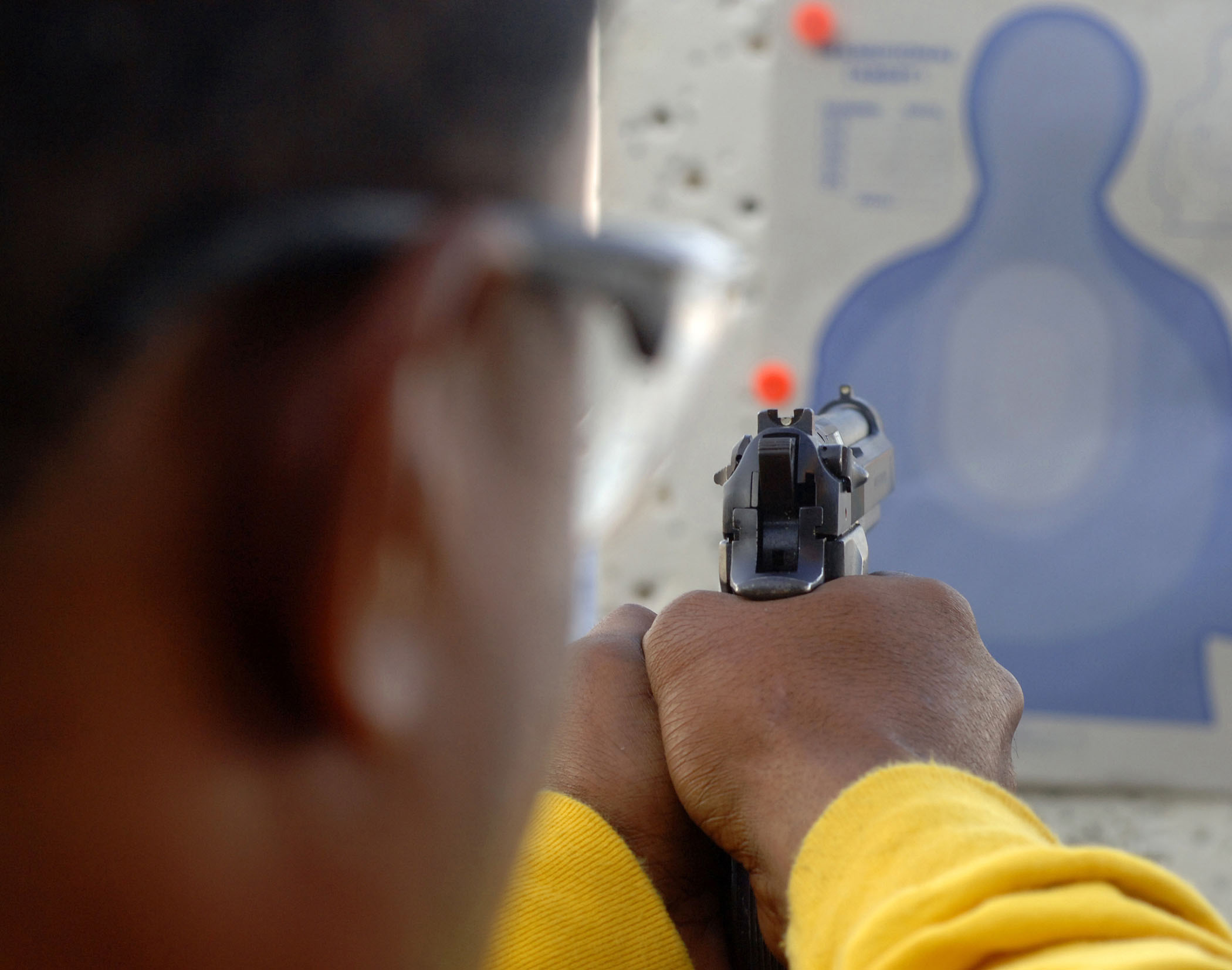
拳銃に装備されたオープンサイト

主に拳銃に標準装備されている、もっとも単純な照準器。銃身前方の銃口付近にある凸型の照星（しょうせい、フロントサイト）を目標に合わせ、後方の凹型の照門（しょうもん、リアサイト）の溝の間に見えるようにして狙う。
ネジを締めたり緩めたりして、銃の状態に合わせて照門を調整できる物もある（アジャスタブル・リアサイト。フロントは機種によってはいくつかの高さが異なる物が用意されていることがある）。ノッチサイトとも呼ばれる（ノッチ=くぼみ・刻み目）。
最近はチューブ式の集光素材を使用して、内蔵光源に頼らずにある程度の発光を実現している製品がある。

#### ピープサイト

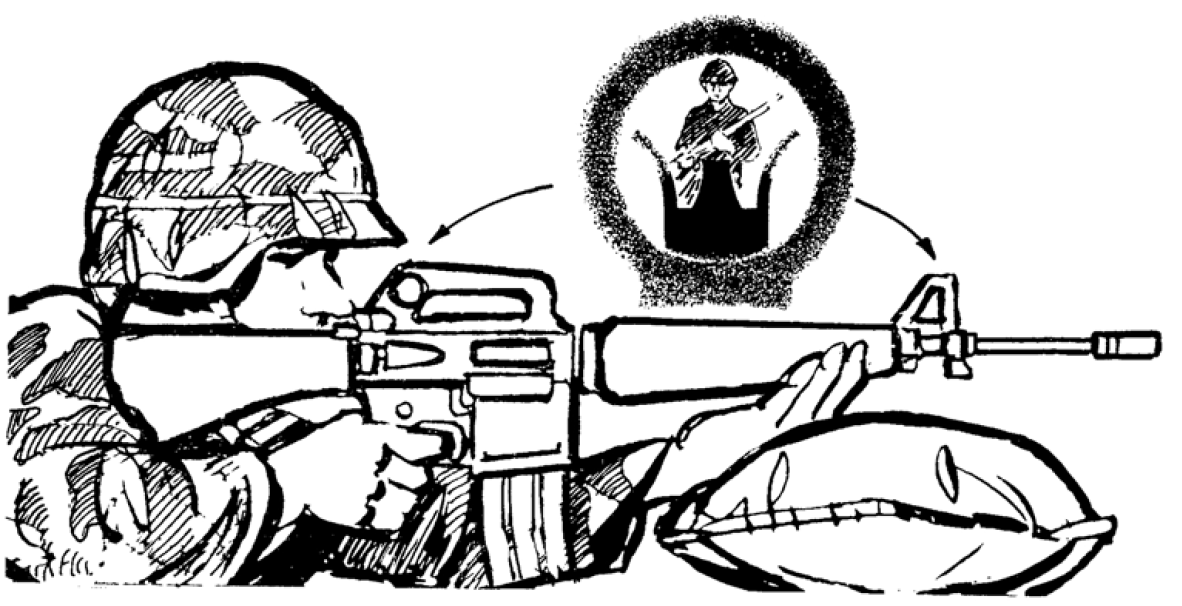
M16 アサルトライフルのピープサイト

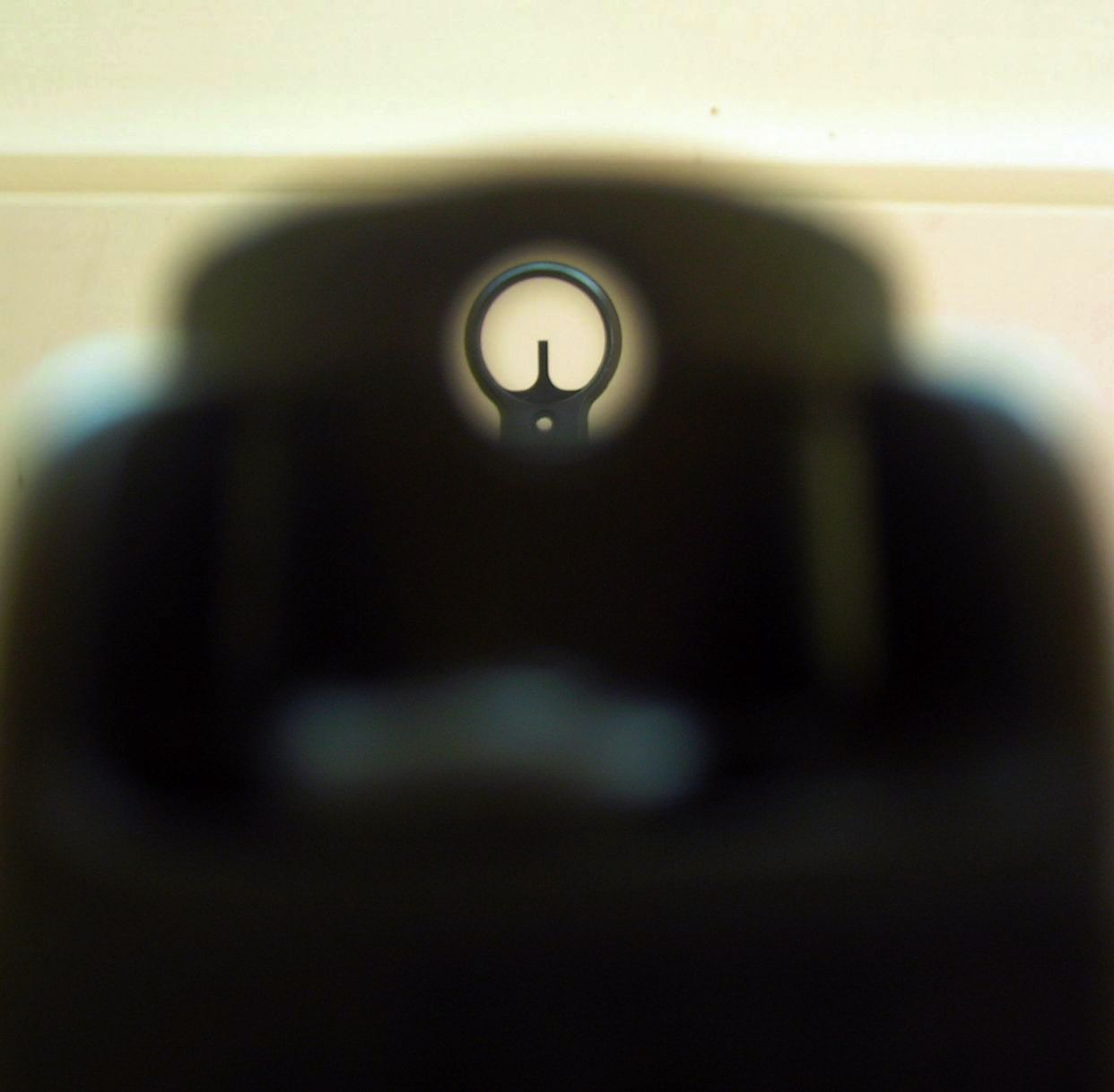
H&K MP5 短機関銃のピープサイト

主に小銃に標準装備されていることの多い照準器。環孔照門（かんこうしょうもん）などとも。基本はオープンサイトと同じだが、照門が溝ではなく穴になっている（ピープ=覗き）。近・中距離の精密射撃（狙撃）に適している。
凹凸のオープンサイトと比較した場合、若干の慣れが必要だがピンホール効果により射手の視力にかかわらず像がくっきり見える利点がある。

#### ゴーストリングサイト

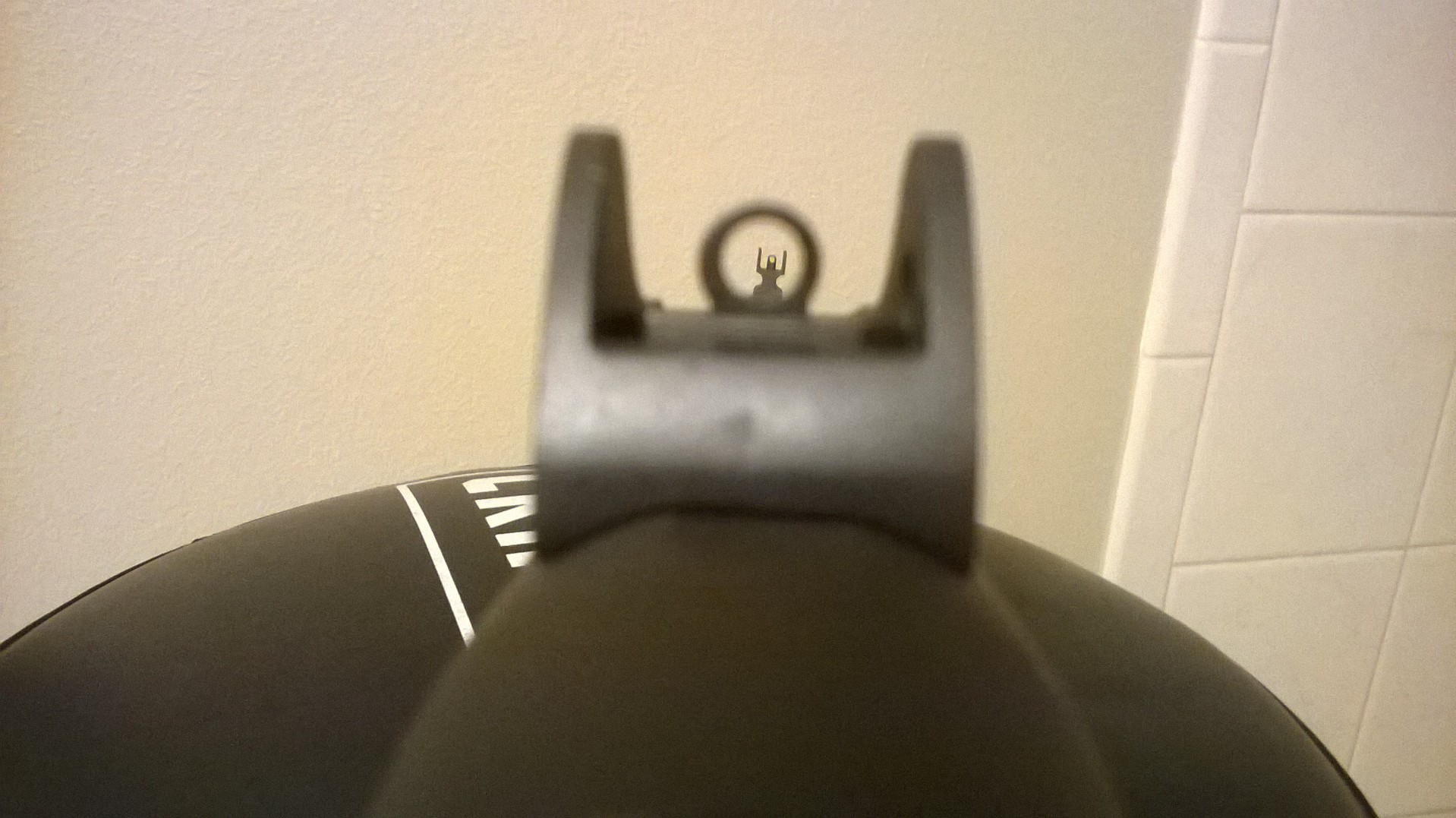
ショットガンのゴーストリングサイト

ピープサイトの照門の穴を大きくしたもの。狙いの精密さより素早く照準できることを優先した、CQB（近接戦闘）に適したピープサイトである。照準時に照門がぼやけ、お化け（ghost）のような輪（ring）に見えることからこの名が付いた。

#### マイクロサイト

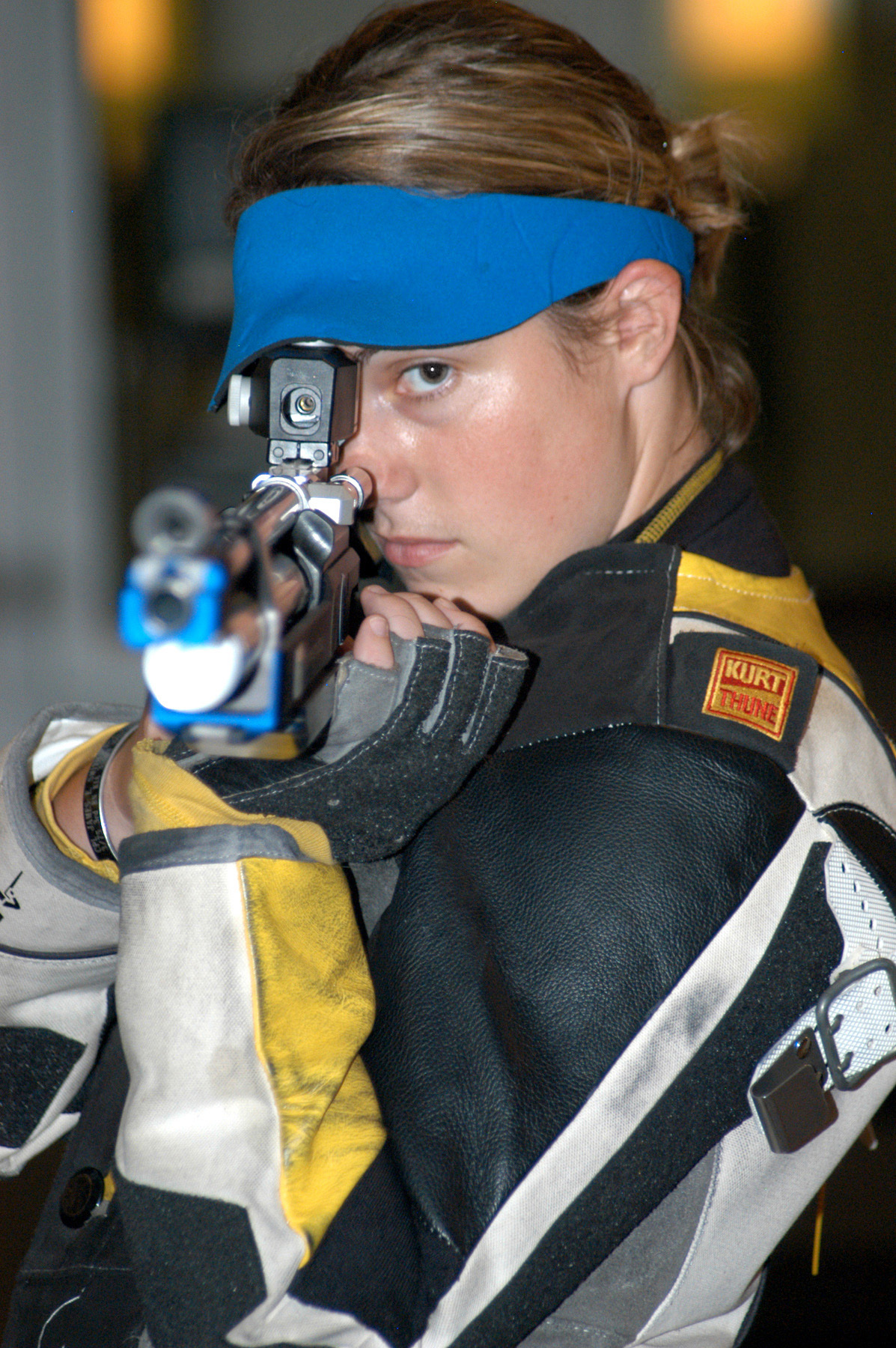
エアライフルのマイクロサイト

主にエアライフルなど競技銃に装備されている照準器。バックラッシュの除去などピープサイトの精度を上げ、より細かな調整機能を持たせた物。アイリス（照門のピープ部）をサイズの違う物に交換したり、偏光・着色フィルターを装着する機能を持たせた物も多い。ポストタイプまたはリングタイプの照星と組み合わせて使用する。通常のピープサイトよりさらに精密な照準が可能だが、極端に視野が狭いため標的射撃専用である。

#### バックアップアイアンサイト
Back-up iron sight, BUIS
光学照準器が破損・故障などで使用不可能になった際に用いるアイアンサイト。光学照準器使用時に邪魔にならないよう折りたためるものもある。光学照準器の装着を前提にした銃の中には、BUISとしての側面を重視したアイアンサイトを備えたものもある。銃側ではなく光学照準器本体に付属しているものもあるが、それらはあくまでバックアップ用という位置づけのため、調整機構のない簡易なものが多く、精密射撃には不向きなものが多い。

### オプティカルサイト
Optical sight
光学照準器（こうがくしょうじゅんき）とも。

#### テレスコピックサイト

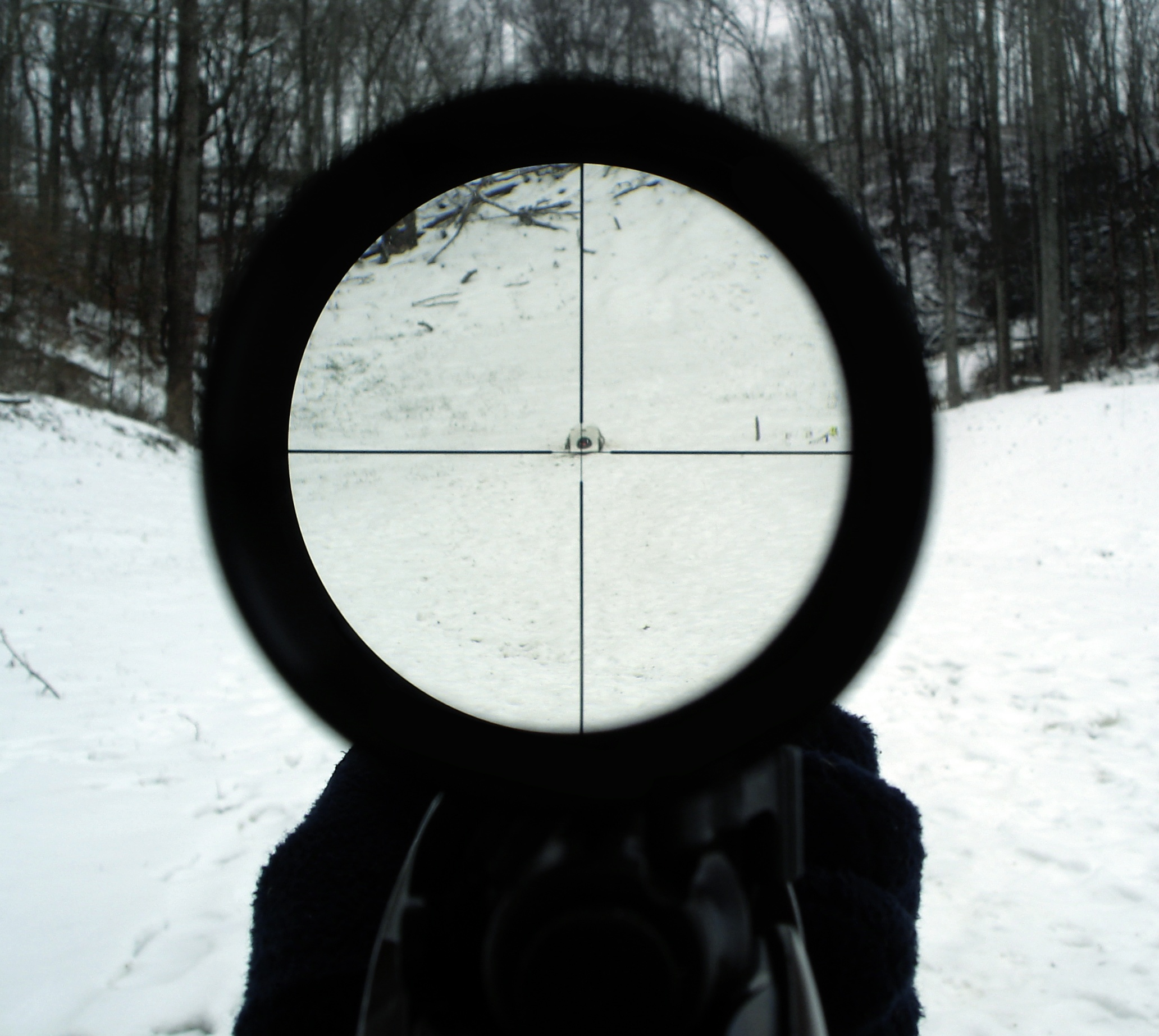
倍率が4倍のテレスコピックサイト（スコープ）

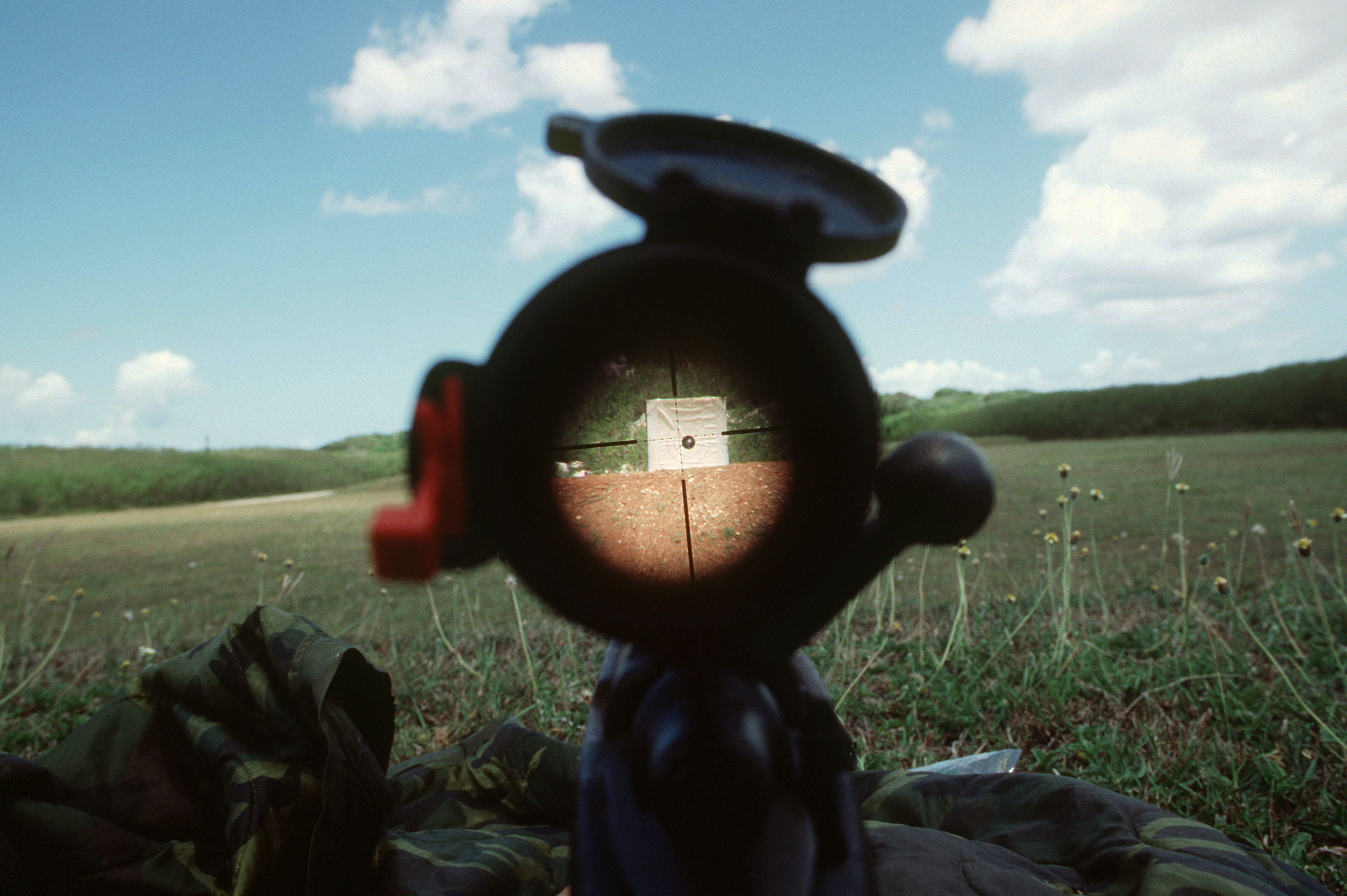
倍率が20倍のテレスコピックサイト（スコープ）

主に狙撃銃に装備され、長距離精密射撃を目的とする望遠鏡機能を持つ小型の照準器。
狙撃眼鏡（そげきがんきょう）・照準眼鏡・眼鏡、スコープなどとも。眼鏡を覗いたときに見えるレティクル（照準線）を目標に合わせて狙い、目標とレティクルの双方に眼の焦点を合わせる事ができる。レティクルにはさまざまな形状があり、十字線からなるクロスヘアが一般的だが、その他の形状としてはマウザーKar98k・モシン・ナガンM1891/30（各狙撃銃型）のT字や、ステアーAUGに見られるサークル（円）、H&K G36のようなクロスヘアの中心がサークルといったものがある。眼鏡には射撃距離などを調整する（アジャスト）機能に加え、製造時の公差や使用に伴って起きる取り付けのずれを吸収するための位置調整機能を有している物が多い。
着け外しする度に調整が必要になってしまうため、一度固定したらそのまま運用しその場合も定期的に調整をするのが原則であるが、行軍・移動中は眼鏡の破損などを考慮して銃本体から外される場合もある。
また、最近ではエッチングなどレティクル製造技術の進歩により測距用のスケールや距離による照準の補正目盛りなど複雑な機能を持たせた物も多い。
通常は精密射撃を行う狙撃銃に装備されるが、低倍率のスコープが標準装備ないし装備可能なアサルトライフル・短機関銃・軽機関銃・重機関銃も多数存在する。
第二次世界大戦初期頃にかけては戦闘機・軽爆撃機・攻撃機といった軍用機の固定航空機関銃砲の照準器としても広く用いられていたが、空気抵抗の増大と視界の狭さという欠点のため、光像式に移行していった。

#### 暗視装置
上記のスコープと一体で設計された暗視装置が存在する。初期の物であるドイツ国防軍のStG44用の暗視装置ZF.1229'Vampirは、赤外線眼鏡と赤外線投光器、さらに電力供給用のバッテリーパックで構成されていた。これらは眼鏡と投光器が約2kg、バッテリーが約13kgとかなりの重量であった。アメリカ軍もM2カービンに暗視装置を取り付けたM3カービンを開発したが、重量が嵩み過ぎること（細い銃に金属の大きな塊が付いたも同然になる）、赤外線投光器により自身の位置を暴露してしまうこと（相手も暗視装置を持っていた場合は、発光部が真っ白に浮かび上がって見えることになる）などから採用されなかった。暗視ゴーグルの配備が進んだ現在では、狙撃用モデル以外はほとんど見られない。
機種によって、後述のブースターのように、ドットサイト・ホログラフィックサイトの後部、スコープの前部にセットすることで暗視機能を付与できるものもある。

#### レーザーサイト

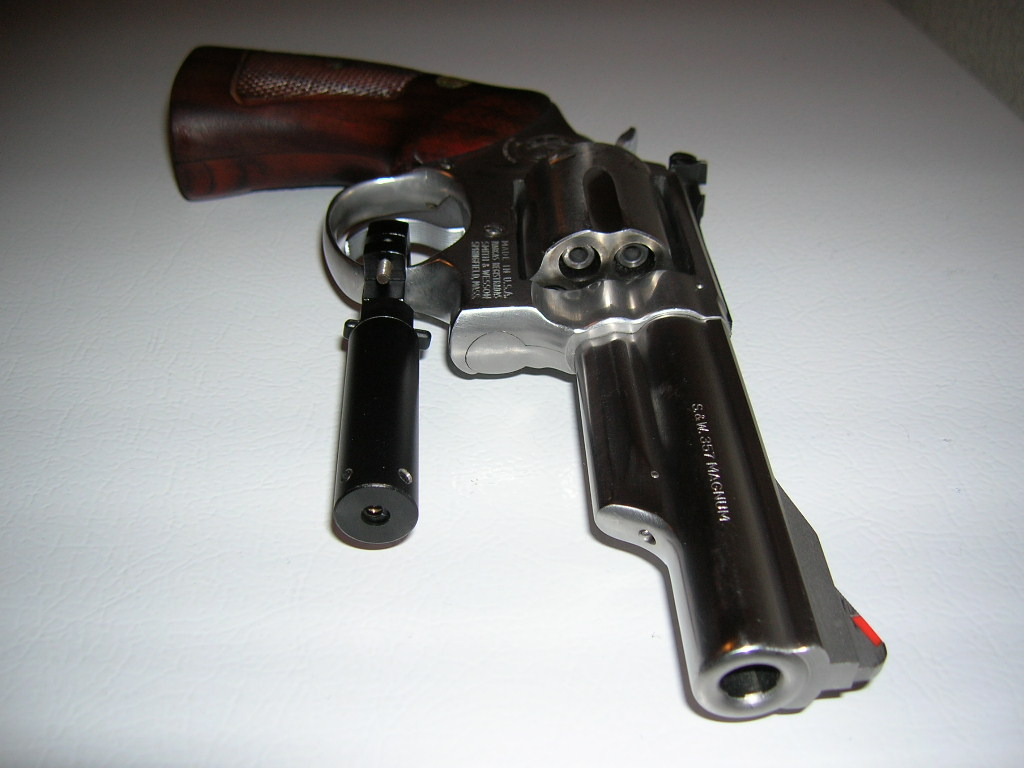
拳銃のトリガーガードに取り付けるタイプ

直進する性質を持つレーザー光を直接目標に当てて狙う照準器（ドットサイトも、機種によってはレーザー光を使用しているが原理が違うため別分類になる）。遠距離での照準精度を上げるのではなく、連射可能なアサルトライフルや短機関銃、拳銃に組み合わされ、正しい照準姿勢以外でも狙いを付けられる利点を利用して即応性が要求される近接戦闘などに使用されることが多い。
可視光を使用したものでは光線によって敵に存在を知らせる事に繋がるため、赤外線レーザーを使用したタイプもある（暗視装置を使用すると見える）。法執行機関では狙っていることを示すためあえて可視光モデルを使うことがある。日本の法律ではレーザーポインターと同じ扱いを受ける（原理的には全く同じである）。
かつてはスコープ並の大きさだったが、のちに部品の小型化が進み、拳銃の銃口下に取り付けるタイプやグリップパネル内蔵型、自動拳銃のリコイルスプリングガイド内蔵型も実用化されている。
2001年以降の対テロ戦争では、アメリカ軍が暗視装置と組み合わせて非可視光レーザーを使用したが、やがて市販のビデオカメラなどを応用してレーザーを可視化され優位性が減少するようになった。さらに2022年から始まったロシアのウクライナ侵攻では、高性能なセンサーが戦場に広く配備され、レーザーサイトのようなアクティブ型機器は探知されて即座にドローン攻撃や砲撃を受けるようになり、さらに使用が困難となってきている。

#### 光像式

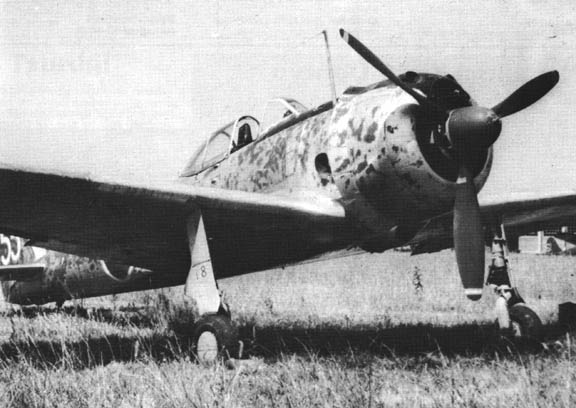
光像式の一〇〇式射撃照準器を搭載した一式戦 「隼」二型（キ43-II）

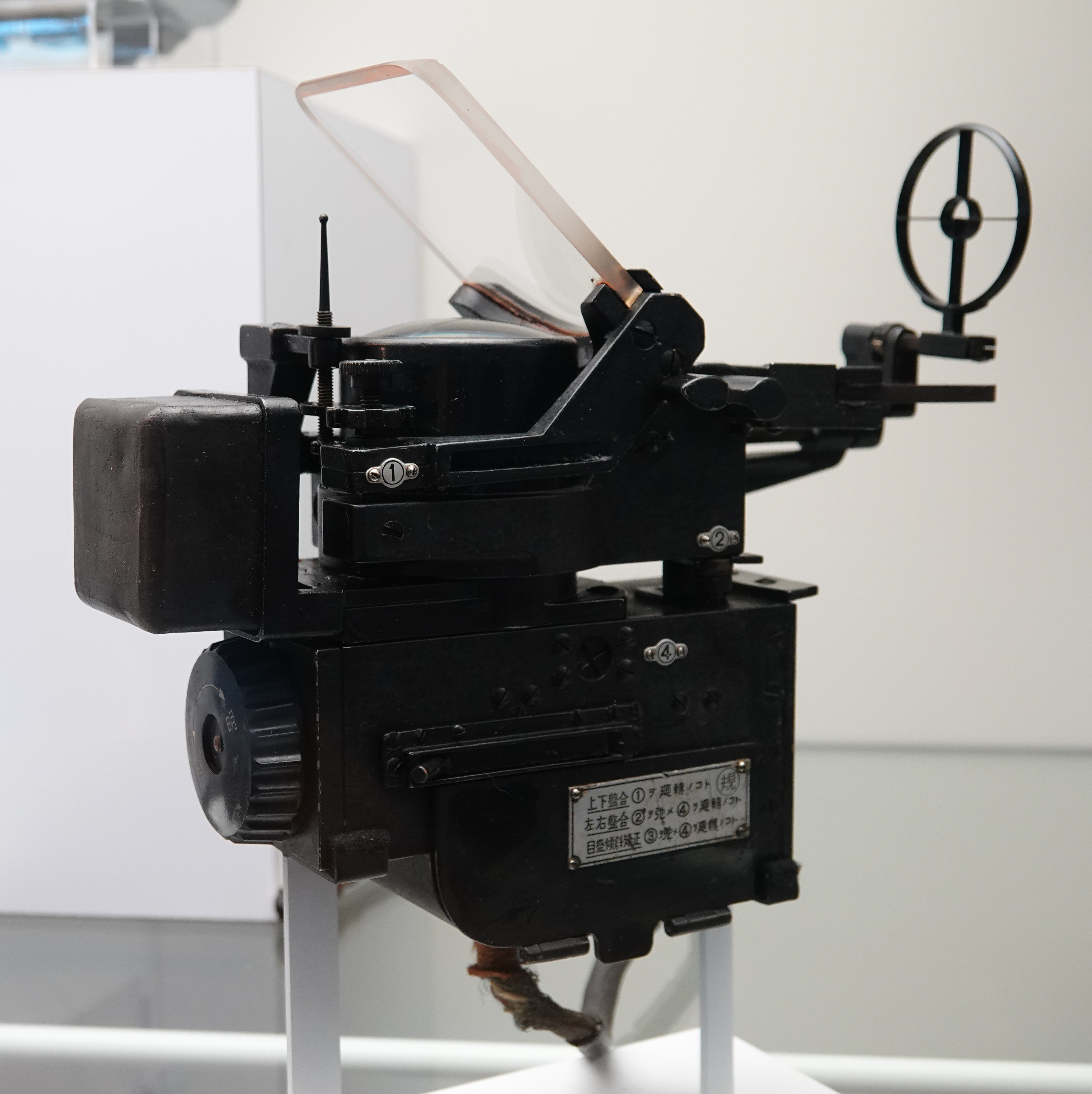
98式射爆照準器

ハーフミラーなどを用い、(無限)遠方に照準用の光像を投影する。光像には十字線、円環、円状に並んだ光点などが用いられる。戦間期に開発・実用化され、従来の眼鏡式（テレスコピックサイト）に代わり軍用機の固定航空機関銃砲の照準器に使用され始めた。また、第二次大戦後期には目標までの距離を手動で入力、かつ目標を追尾して旋回するすることで角速度を検出して見越し角を計算、表示するジャイロ式 (w:Gyro gunsight) が開発・使用された。戦中にはレーダーで測距するものが実用化されている。戦後は目標追尾までレーダーで可能となった。
後にベトナム戦争の時期から1970年代以降にはより多くの飛行、攻撃用の情報を映し出すヘッドアップディスプレイ (HUD) が開発され、以後主流となった。

#### ドットサイト（ダットサイト）

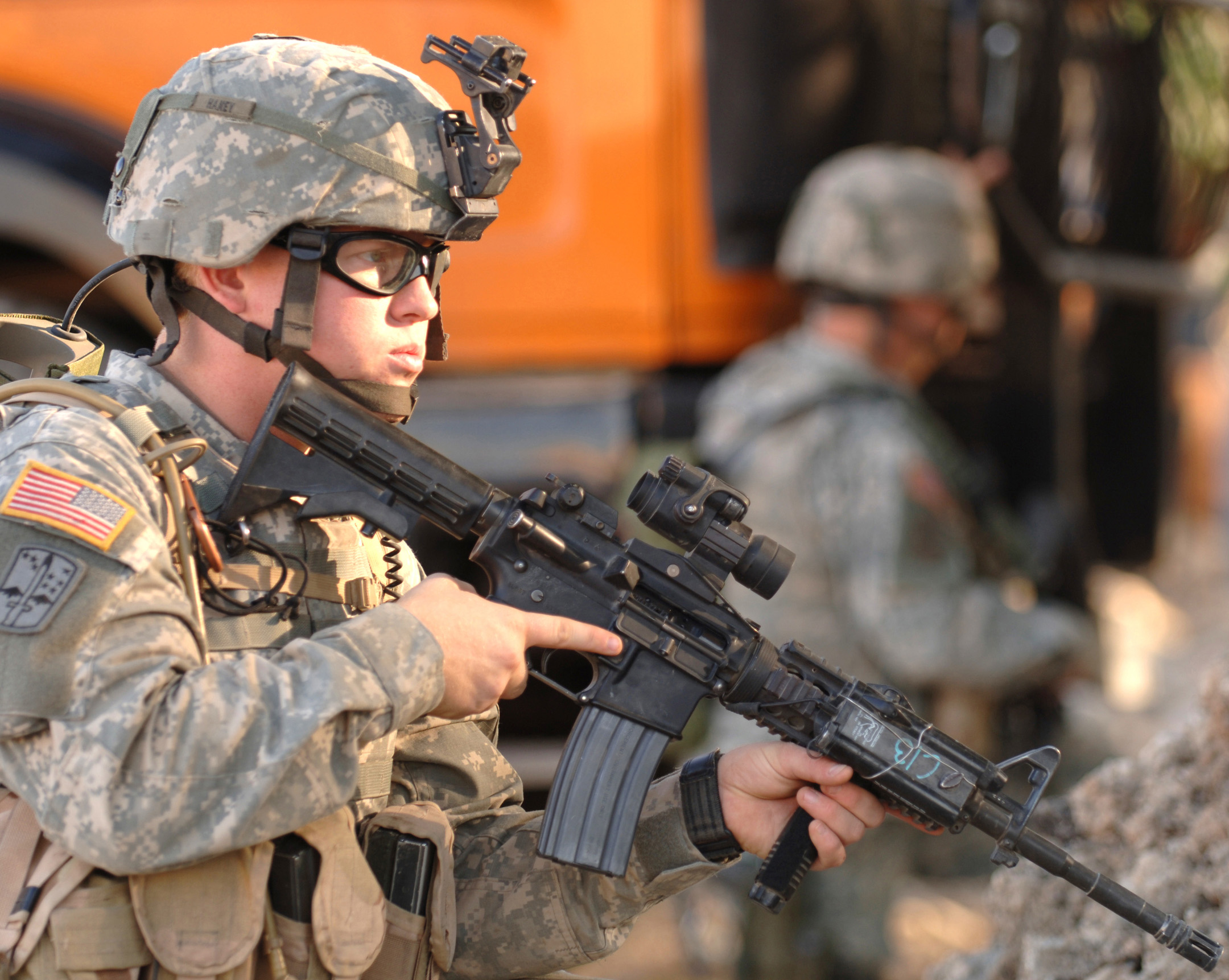
M4カービンのアッパーレシーバに取り付けられたドットサイトと、その後ろで折りたたまれたバックアップアイアンサイト、ハンドガード側面に取り付けられたレーザーサイト

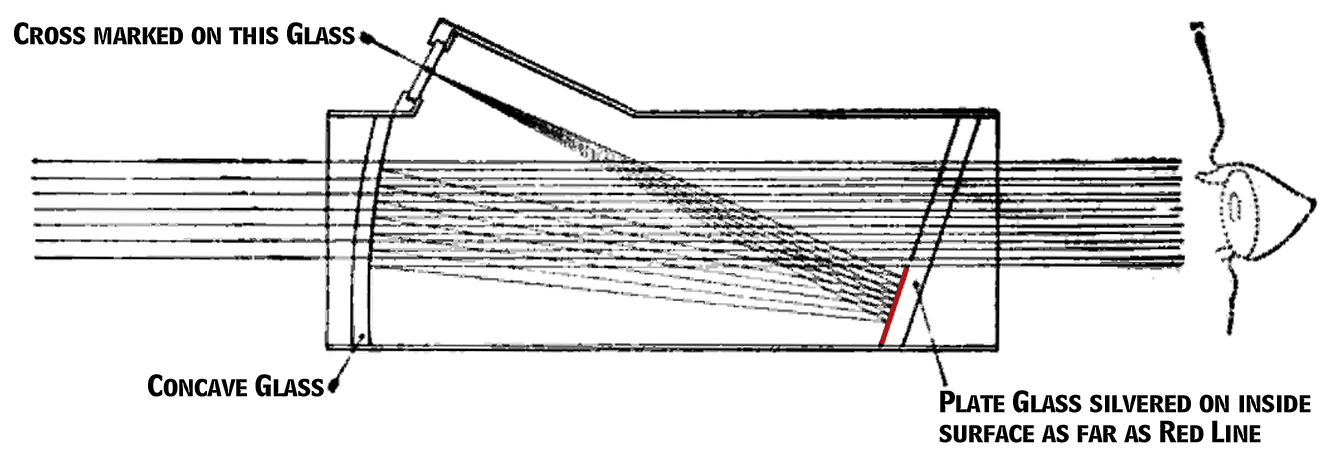
ドットサイトの光学構造

光像式の一種で、特に小火器に装着され、照準用の光像が点（ドット）状の物がこう呼ばれ、赤色のドットを表示するものは特に「レッドドットサイト」とも呼称される。アイアンサイトやピープサイトが照星、照門を合わせるのに対して、こちらは単純に覗いたときに見える光の点に目標を合わせるだけなので、素早い照準が可能となるほか、照準点が発光するため薄暮時や暗所でも照準が見やすいという利点もある。近年では光学センサーの発達により、ドットサイトのわずかなLED光ですら検知されるという報告もあり、メーカーではハニカム構造のレンズフィルターを開発するなど対策を講じている。
ドットサイトは、原理的には光源から発せられた光を曲面状のハーフミラーに投影することで、光の屈折と直進性を利用し、擬似レーザー照射を照準対象へ行う形式の照準器である。構造が複雑で、LEDやレーザーなどを用いた機種ではバッテリーが必要なためメンテナンスが必要、トリチウムの蛍光を利用した機種には寿命がある（放射線が尽きると全く光らなくなる）などの欠点がある。スコープのように筒型の外装を持つチューブ式と、外装を持たず、むき出しになったレンズにドットを映すオープン式の二種類がある。
想定外の利用法として、野鳥撮影や航空機撮影、天体撮影の補助照準器として使われるケースが増えている。これらの撮影では高倍率の望遠レンズで撮影対象を追跡しなくてはならず、視野の狭いファインダーの映像だけでは迅速な追跡が困難なためである。通常は銃器用のものを転用するが、中には撮影専用の製品やカメラ本体に内蔵した製品なども登場している。

##### ホログラフィックサイト（ホロサイト）

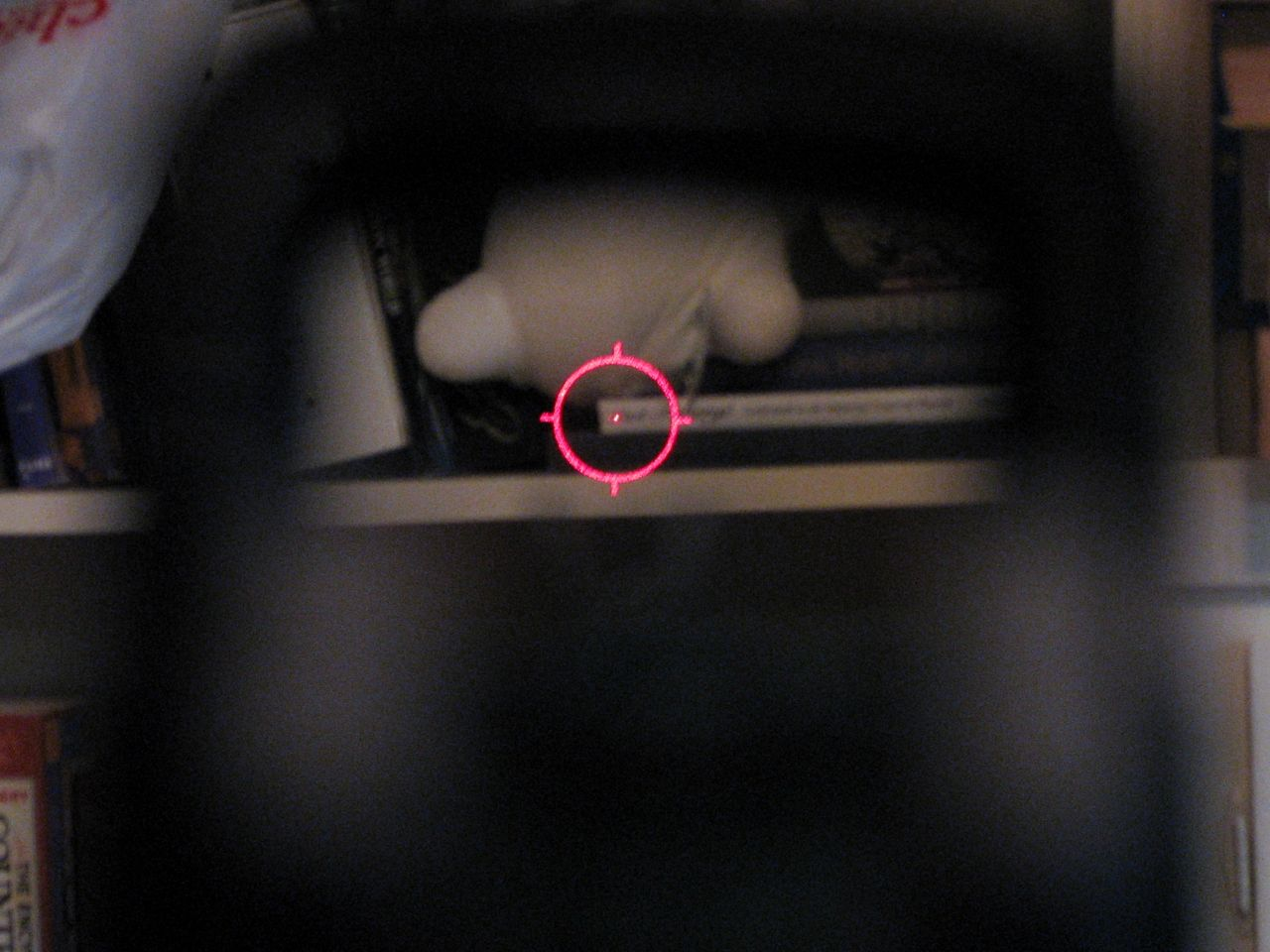
EOTech 512 ホログラフィックサイト

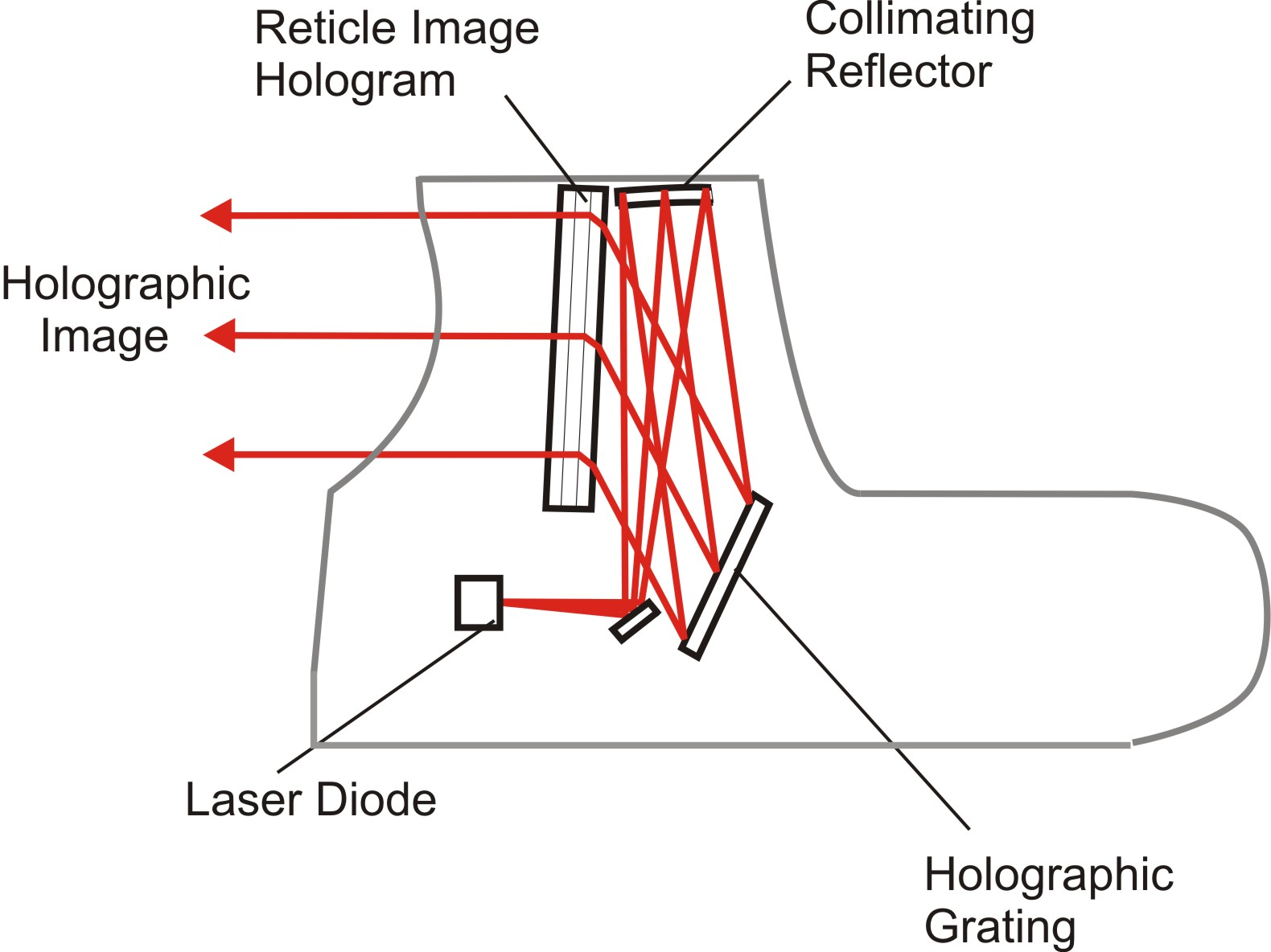
ホログラフィックサイトの光学構造

ホログラフィックサイトでは、照準の光点が浮かび上がる点はドットサイトと同じであるが、ホログラフィーを用いたレンズにレーザーで像を投影する点が異なる。そのため、レンズやハーフミラーを使用するドットサイトと異なり、レンズに多少ダメージや汚れがあっても問題なく使用することができるほか、ドットサイトより投影部のレンズがクリアで明瞭な視界を得やすい。斜めから見た場合の照準もドットサイトより優れている。

##### ブースター（マグニファイア）
ドットサイト・ホログラフィックサイトの後ろに設置することで、通常無倍率であるドットサイトに倍率を与える拡大鏡。交戦距離の変化など、必要に応じ倍率の有無を使い分けることができ、ワンタッチで付け外しが行えるマウントによって設置される。

### 調整
1. 200mでの狙点
2. 200m先をおおよそ8km/hの速度で左から右に移動する目標を射撃する際の狙点
3. 円（400m先の1.75m等身大）
4. 200m先をおおよそ8km/hの速度で右から左に移動する目標を射撃する際の狙点
5. 水平線
6. 400mでの狙点
7. 600mでの狙点
8. 800mでの狙点
9. Xm（200, 400, 600, 800m）における1.75m等身大の指標

四種類のゼロイン距離が刻まれたH&K G36用の照準器

弾丸などの投射物が放物線を描くのに対し、光は直進する。そのため、狙点（狙いを定めた点）と着弾点は一致させることが難しい。そこで、照準器の調整は光学式であるかどうかを問わず、ある既知の距離で狙点と着弾点が一致するように合わせる。この調整をゼロイン（Zero-In、零点規正）という。「300mでゼロインした」という場合、標的と射手の距離が300mのときに、狙点と着弾点が一致するということになる。すなわち、斜め上向きに発射された弾丸は上昇しつつ照準線と交差し、さらに飛翔して放物線の頂点を過ぎてから下降し、300m先で再び照準線と交差する。この状態の銃を使って、300m以外の距離にある標的を正照準で狙った場合、距離が近い場合には高めに、反対に遠い場合には低めに着弾する。
一部には複数のゼロイン距離が刻まれた照準器も存在する。中央の狙点を調整するだけで複数の着弾点が利用できるため調整が容易となるが、銃の種類や実包のレシピごとに弾道特性が違うため、基本的に「対象の銃で特定の種類の実包を使用する場合」専用となる。特定の装備を大量に配備する軍隊では時間短縮に有効であるため、銃とセットで納品されることが多い。

## 火砲の照準器
砲身後座式装輪砲架においては、砲身の方向は砲架の旋回によって付与し得るが、架尾を固定したまま砲架の一部を移動し、迅速かつ容易に小角度の方向移動をする必要があり、このため通常は照準器を小架と揺架との間に装置し、垂直軸を中心に揺架よりも上を移動させ、砲身に方向を付与する。また、大架と小架との間に装置し、小架の軸を中心に小架よりも上を移動させる物、架身と車軸との間に装置し架尾を中心に大架よりも上を車軸上に移動させる物がある。
固定砲架においては、照準器を架匡と匡床または砲床、もしくは砲架と架匡との間に装置し、架匡よりも上もしくは砲架よりも上に旋回させ、砲身に方向を付与する。
採用された方向照準器は、その様式は一様ではないが、主要なものを以下に挙げる。
- 螺桿と牝螺とを主具とするもの - 三八式野砲、三八式十五糎榴弾砲
- 螺桿と歯弧とを主具とするもの - 三八式十糎加農砲
- 歯輪または螺桿と歯弧とを主具とするもの - 二十八糎榴弾砲
- 歯輪と鏈鎖とを主具とするもの - 日清戦争勝利克式大、中口径海岸砲

## 爆撃用の照準器
爆撃機が水平爆撃を行う際、爆撃手がコースを落下地点に合わせるために使用する。当初は単なるのぞき穴だったが、第二次世界大戦中には、アメリカ陸軍航空軍がオートパイロットと連動することで爆撃手が機体の位置を調整出来るノルデン爆撃照準器を配備した。現代では位置情報をコンピュータが計算しより正確な爆撃が可能となった他、誘導爆弾やミサイルなど爆弾が目標へ向かうことも可能となった。

## アーチェリー用

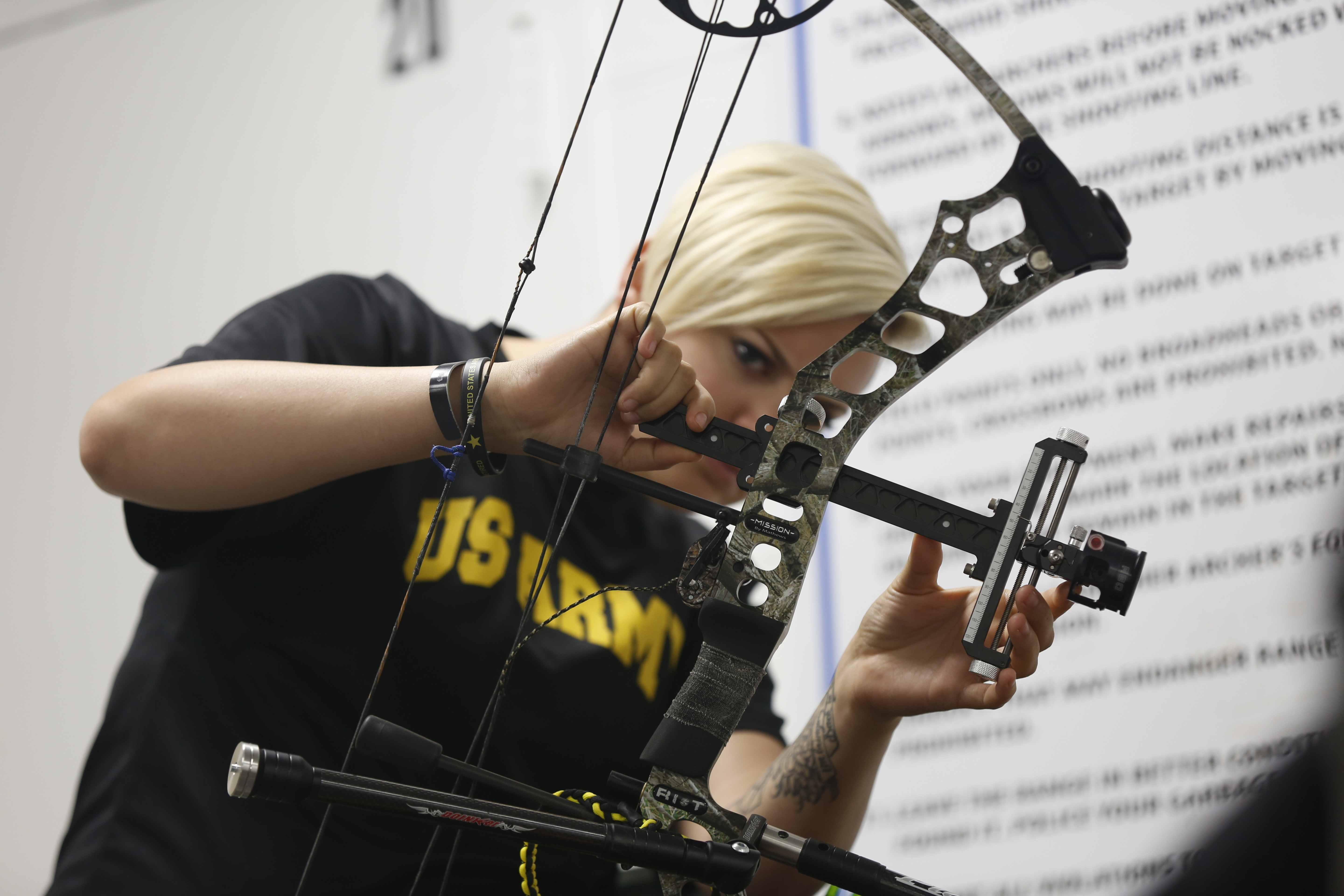
照準器の位置を調整する選手

アーチェリーではハンドル（弓の持ち手）の上部に取り付ける。公式大会で使用するリカーブボウに使用出来るのは一点照準器のみであるため、倍率が異なる照準器が多数販売されている。また照準器はレンズと細かく位置を調整できる台座がセットになっており、選手自らが視力、体格、姿勢にあわせて調整する。軽量にするためマグネシウムやチタンが多用される他、サイトのドットを強調するサイトピンに集光用の光ファイバーを使うオプションも登場している。
公式大会のルールに対応した照準器は『リカーブサイト』の名称で販売されていることが多い。
大会では的に刺さった矢の位置を正確に把握するため、フィールドスコープを併用する選手が多い。
コンパウンドボウの場合は弦に取り付けたピープサイトも併用される。